# تاکشی هوندا (بازیکن فوتبال)
تاکشی هوندا (ژاپنی: 本多 剛؛ زادهٔ ۲۰ مهٔ ۱۹۸۱) یک بازیکن فوتبال اهل ژاپن است.
از باشگاه‌هایی که در آن بازی کرده‌است می‌توان به باشگاه فوتبال ونتفورت کوفو اشاره کرد.